# Katsina (Estônia)
Katsina é uma aldeia na Paróquia de Kõue, Condado de Harju no norte da Estônia.
No censo de 31-12-2011 numa área de 2.87 km² havia apenas um habitante.